# Collisions
Collisions to czwarty album indierockowej grupy Calla. Został wydany 27 września 2005 roku przez wytwórnię Beggars Banquet Records.

## Lista utworów
1. "It Dawned on Me" – 3:13
2. "Initiate" – 3:30
3. "This Better Go as Planned" – 3:58
4. "Play Dead" – 3:33
5. "Pulverize" – 4:58
6. "So Far, So What" – 4:21
7. "Stumble" – 3:52
8. "Imbusteros" – 1:23
9. "Testify" – 3:45
10. "Swagger" – 3:38
11. "Overshadowed" – 5:11